# Domagoj Kapec
Domagoj Kapec (ur. 10 grudnia 1989 w Zagrzebiu, zm. 10 września 2008 tamże) – chorwacki hokeista, młodzieżowy reprezentant Chorwacji.
7 września 2008 uczestniczył w wypadku samochodowym w wyniku którego zmarł 3 dni później.

## Kariera klubowa
- KHL Karlovac (2003–2004)
- KHL Zagreb (2005–2006)
- Medveščak Zagrzeb (2006–2007)
- KHL Zagreb (2007–2008)

## Sukcesy
- Mistrzostwo Chorwacji 2007 z KHL Medveščak Zagrzeb.